# José Oscar Flores
José Oscar "Turu" Flores (Buenos Aires, 16 de maig de 1971) és un exfutbolista argentí, que ocupava la posició de davanter.

## Trajectòria
Va iniciar la seua carrera al Club Atlético Vélez Sársfield el 1990, formant part d'una de les etapes daurades del club, tot guanyant diversos títols domèstics, continentals i mundials. El davanter, en aquest període, hi va contribuir amb 45 gols en 153 partits.
El 1996 dona el salt a Europa i recala a la UD Las Palmas. Va ser el fitxatge més car fet per un equip de Segona Divisió, 550 milions de les antigues pessetes. Amb l'equip canari va sumar 35 gols en 68 partits, però que no van servir per assolir l'ascens de categoria.
Per la temporada 98/99 fitxa pel Deportivo de La Corunya, tot marcant 14 gols a la seua estrena a la màxima categoria. A l'any següent, el Deportivo es va proclamar campió de lliga, gràcies a un triplet atacant format pel mateix Turu Flores, el portuguès Pauleta i el neerlandès Makaay. A partir d'aquest moment, la seua carrera comença a declinar, i durant les següents quatre temporades seria següent en diversos equips de la competició espanyola.
El 2004 hi retorna al seu país per militar a Club Atlético Independiente. El 2006, mentre juga amb el Club Atlético Aldosivi, de la Primera B Nacional argentina, el davanter va anunciar la seua retorada. Però al març del 2007 va fitxar pel FC Lyn Oslo de Noruega, en companyia del seu compatriota Matías Almeyda. Tan sols hi va jugar 45 minuts d'un encontre de Copa abans de penjar les botes definitivament.

## Internacional
Va ser internacional amb l'Argentina en dues ocasions.

## Palmarès

### Vélez Sársfield
- Torneig Apertura: 1995
- Torneig Clausura: 1993, 1996
- Copa Libertadores: 1994
- Copa Intercontinental: 1994
- Copa Interamericana: 1994
- Supercopa Sudamericana: 1996
- Màxim golejador del campionat argentí de futbol: 1995 Clausura

### Deportivo La Coruña
- Lliga espanyola: 99/00
- Supercopa espanyola: 2000

### RCD Mallorca
- Copa del Rei: 2003